# Dehumanizer
Dehumanizer är det sextonde studioalbumet av det brittiska heavy metal-bandet Black Sabbath, utgivet i juni 1992. I bandet ingår, utöver Tony Iommi och Geoff Nichols, återigen Ronnie James Dio, Geezer Butler och Vinny Appice.
Den tidigare trummisen Cozy Powell var tänkt att medverka på detta album; demos med honom på trummor från detta album existerar men Powell skadade sig allvarligt i höften innan många låtar var färdigskrivna. Dio ville från början att Simon Wright, från AC/DC och sitt eget band, skulle bli medlem i bandet efter Powells avsked, men Tony Iommi och Geezer Butler anlitade den tidigare medlemmen Vinny Appice istället.  
Dehumanizer sålde inte lika mycket som föregångarna Heaven and Hell och Mob Rules, kanske därför att den var så avvikande i sin stil. 
Låten "Time Machine" spelades även in för filmen Wayne's World. Det finns en musikvideo till "TV Crimes".

## Låtlista
Samtliga låtar skrivna av Geezer Butler, Ronnie James Dio och Tony Iommi.
1. "Computer God" - 6:15
2. "After All (The Dead)" -  5:41
3. "TV Crimes" - 4:02
4. "Letters From Earth" - 4:17
5. "Master of Insanity" - 5:55
6. "Time Machine" - 4:15
7. "Sins of the Father" - 4:46
8. "Too Late" - 6:55
9. "I" - 5:13
10. "Buried Alive" - 4:50

## Medverkande
- Ronnie James Dio – sång
- Tony Iommi – gitarr
- Geezer Butler – bas
- Vinny Appice – trummor
- Geoff Nicholls – keyboard